# Maurice Strong

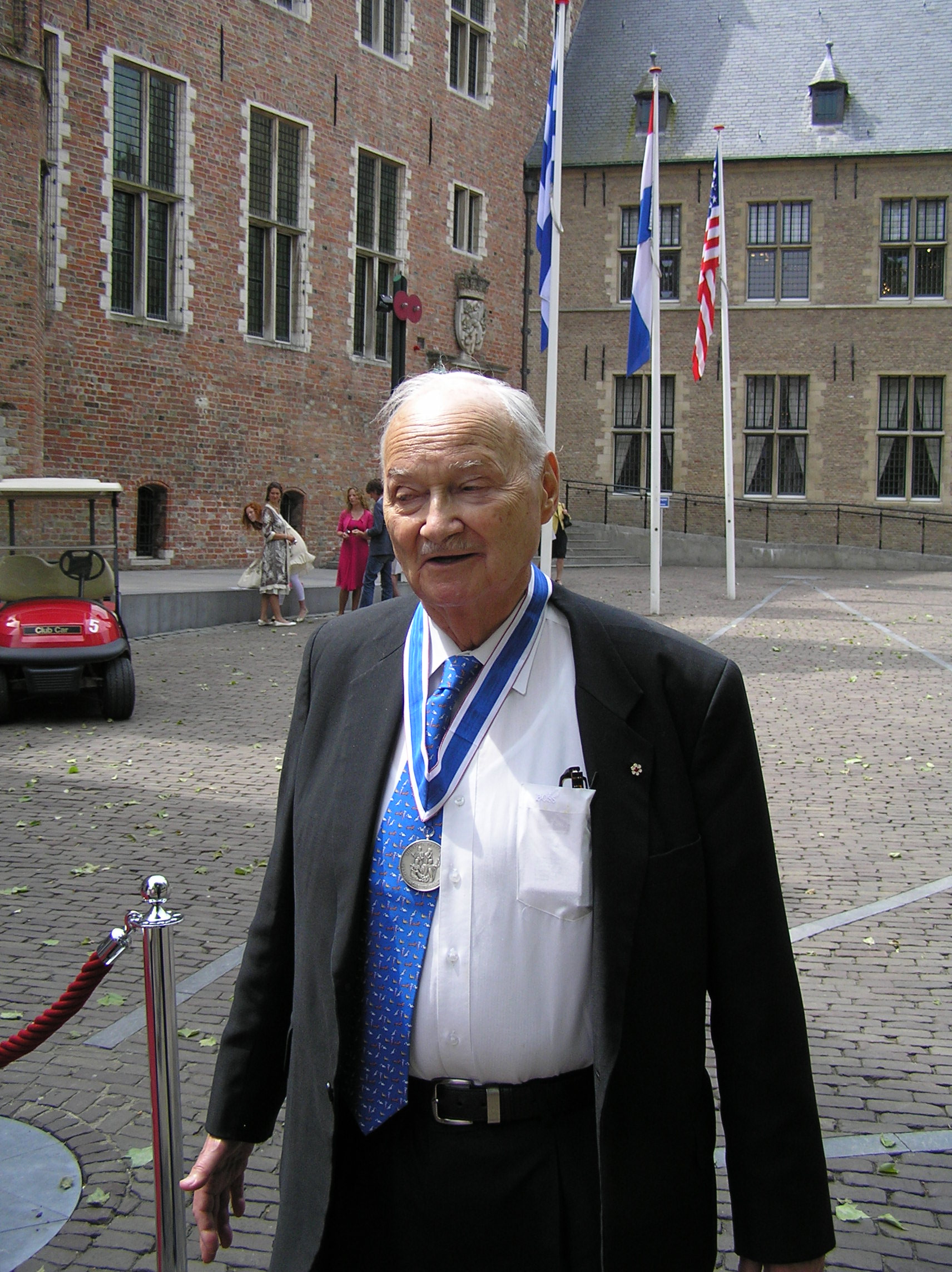
Maurice Strong (2010)

Maurice Frederick Strong, PC, CC, OM, FRSC (* 29. April 1929 in Oak Lake, Manitoba; † 27. November 2015 in Ottawa, Ontario) war ein kanadischer Unternehmer und UNO-Funktionär.

## Leben
Anfang der 1970er Jahre war er Generalsekretär der Konferenz der Vereinten Nationen über die Umwelt des Menschen, bevor er 1972 erster Generaldirektor des Umweltprogramms der Vereinten Nationen wurde. Anschließend wechselte er in die Privatwirtschaft und wurde zum Vorstandsvorsitzenden von Petro-Canada ernannt, wo er von 1976 bis 1978 tätig war. Danach war er Chef des Stromkonzerns Ontario Hydro und des Wasserversorgungsunternehmens American Water Development Incorporated.
Strong war Ehrenprofessor an der Universität Peking und Ehrenvorsitzender ihrer Umweltstiftung, ferner Vorsitzender des Beratungsgremiums des Instituts für Forschung und Sicherheit und Nachhaltigkeit für Nordostasien. Strong wurde als führende Figur in der internationalen Umweltbewegung angesehen. Er war Präsident des Rats der Vereinten Nationen für die University for Peace (Friedensuniversität) von 1998 bis 2006.

## Auszeichnungen
- 1993: Mitglied der American Philosophical Society[3]
- 2009: Großes Goldenes Ehrenzeichen mit dem Stern für Verdienste um die Republik Österreich[4]
- 2010: Four Freedoms Award, in der Kategorie Freiheit von Not